# Grzegorz Nowak
Grzegorz Nowak   (Luboń, 1 de novembre de 1954) és un remer polonès, ja retirat, que va competir durant les dècades de 1970 i 1980.
El 1980 va prendre part en els Jocs Olímpics d'Estiu de Moscou, on disputà dues proves del programa de rem. Guanyà la medalla de bronze en la prova del quatre amb timoner, formant equip amb Grzegorz Stellak, Adam Tomasiak, Ryszard Stadniuk i Ryszard Kubiak, mentre en el vuit amb timoner fou novè.
En el seu palmarès també destaca una medalla de bronze al Campionat del Món de rem de 1978, i sis campionats nacionals entre 1978 i 1983.